# シャツ
シャツ（英: shirt、襯衣（しんい））とは、上半身の体幹部に着用する衣服の一種であり、肌着（襯）として着用するもの（例：Tシャツ）と、肌着の上に着用する中衣又は上着として使用するものがある。英語のshirtの語源は、古ゲルマン語のskurtaz（短く切る）である。丈が腰あたりまでしかない短めの衣類がこのように呼ばれており、skurtaz→scyrte（古英語）→shirte（中英語）→shirtと変化した。

ブルーシャツ

シャツの襟、上からポロシャツ、ヘンリーネック、UネックのTシャツ

## 歴史

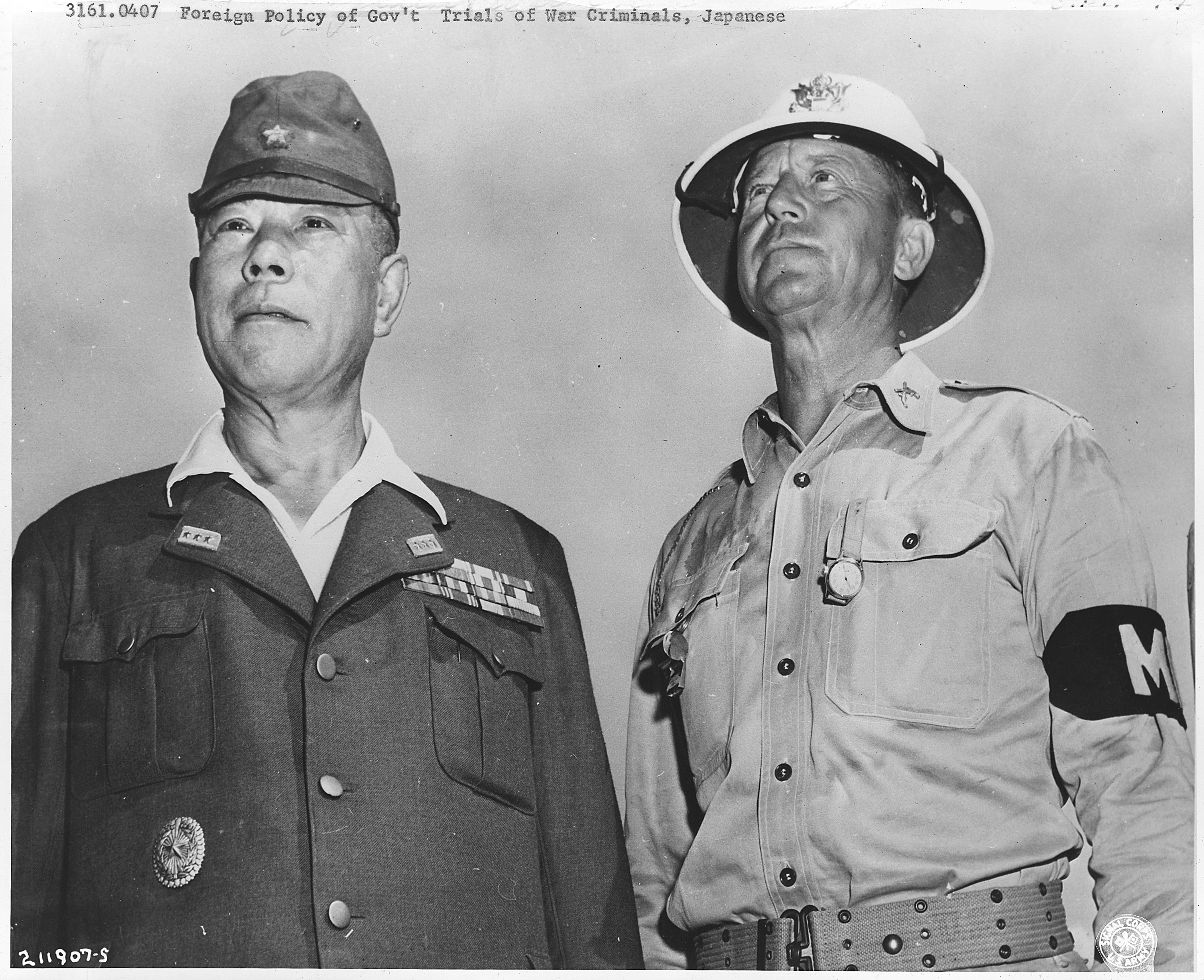
｢開襟シャツ」
向かって左側の男性（山下奉文大将）が着用している。

シャツの起源は、古代ローマで着用されていたチュニックに遡るとされている。チュニックは、ひだ（スリット）の入った素材から成り、現代で言うワンピースのような形状の衣服であった。その後、両袖（そで）が付けられたものが着用されるようになったが、基本的に大きな変化がないまま中世に至った。
ヨーロッパ中世期には、ボタンや襟（えり）、袖口などが付加されるようになり、現代のシャツの形状に近づいてきた。当時、シャツを着用できるのは上流階級に限られていたとされている。また、シャツの前立ての男女差（男子用は右前、女子用は左前の別）も、この時期に由来すると考えられている。ルネサンス期になるとシャツの装飾化（フリルやスリットで装飾したシャツ）が貴族階級の間で流行した。
その後、シャツは簡素化への道を進み始めた。フリル等の激しい装飾は次第に姿を消し、19世紀には現代シャツの形式がほぼ確立した。その背景には、ボタン使用の普及があるとされている。この時期に、シャツは上流階級だけでなく広く民衆が着用する衣服として定着していった。19世紀のシャツの特徴は多様な襟の形状が現れた点にある。それ以前は立襟が一般的だったが、非常に高い立襟が流行した後に、折襟が初めて登場した。
裾は袖口より長くズボンに入れる（タックイン）の半円状のシャツが主流だった（下着に多くスリットがない、テールドボトム、スワローボトム）が、現在は袖口と同じか、それよりも短い裾のズボンの外に出す四角状のシャツ（上着用のシャツに多くスリットや縫い目がある、スクエアボトム）が出てきている（ローライズやワイシャツ、Tシャツを参照にされたい）。背中にダーツを入れ、近年は細身になる傾向がある。
20世紀に入ると、シャツの多様化が著しく進展した。シャツの種類の大部分は、20世紀以降に誕生している。現代では、ヨーロッパから発祥したシャツはほぼ全世界に普及し、人類の共通的な衣類となっている。

## 種類

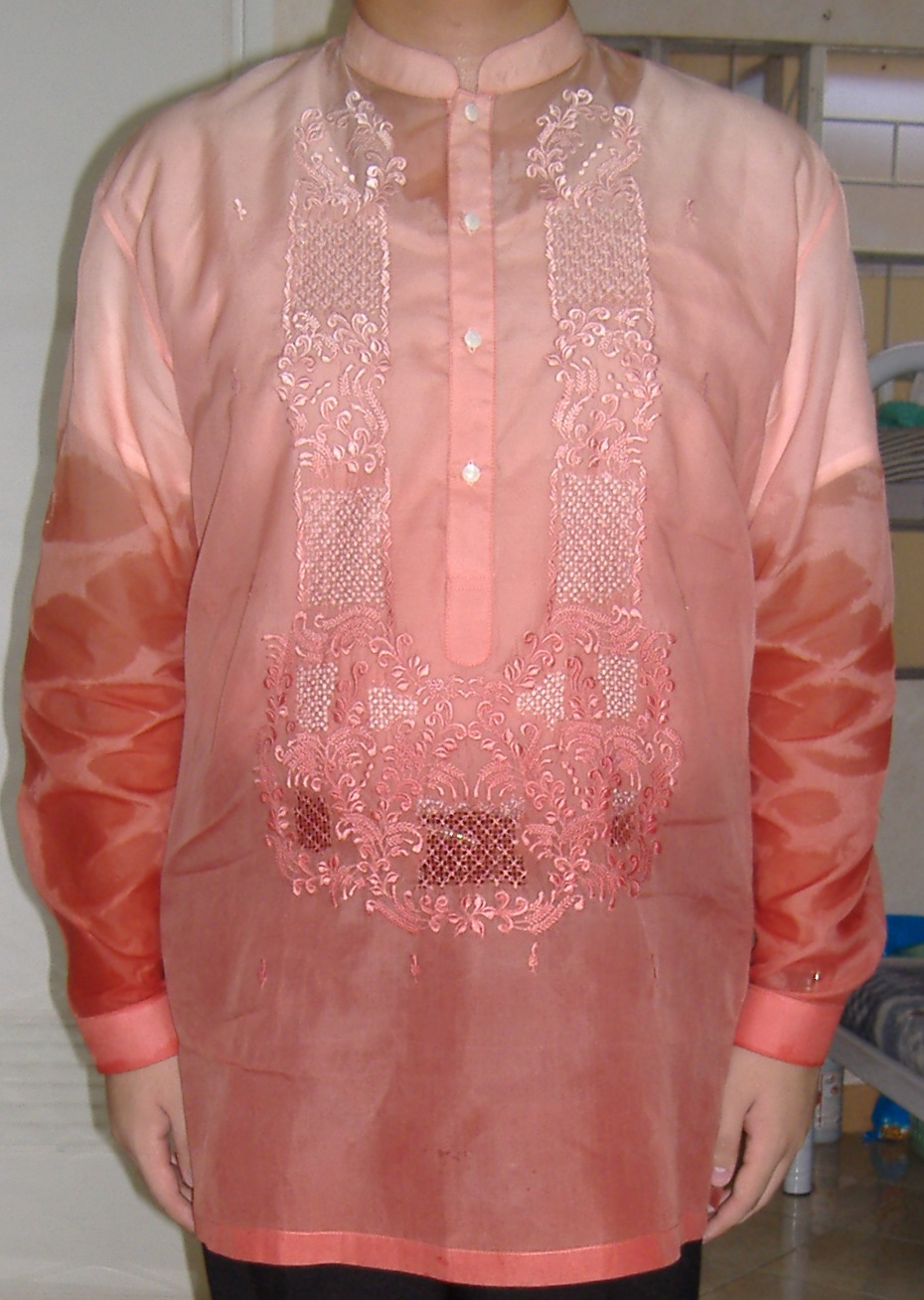
典型的なバロンタガログ

- 正統的なフォーマルなシャツには、ワイシャツ(カッターシャツ・ドレスシャツ)・ブラウス（女性が着用するシャツ）等がある。
- カジュアルでファッション性の高いシャツには、ボタンダウンシャツ・ポロシャツ・ネルシャツ・パターンドシャツ・ボディーシャツ（身体に密着するシャツ）・シースルーシャツ・スウェットシャツ・スモックシャツ・クレリック･シャツ・タートルシャツ・カラーシャツ等がある。
- 作業着として着用されるシャツには、ワークシャツ（作業用シャツの総称）・ファーマーシャツ（農夫向けシャツ）・ランバージャックシャツ（木材伐採向けシャツ）・ダンガリーシャツ（紺と白の綾織りの綿シャツ）等がある。
- スポーツ・レジャー用として着用されるシャツには、スポーツシャツ・レジャーシャツ・フィッシングシャツ・アスレティックシャツ・アスコットシャツ・トレーニングシャツ等がある。
- 民族的な色彩の濃いシャツには、アロハシャツ（ハワイアンシャツ）・バロンタガログ（フィリピンの正装シャツ）・カーターシャツ（北部インドのシャツ）・ダシキシャツ（アフリカ民族風のシャツ）等がある。
- 肌着として着用するシャツには、Tシャツ・丸首シャツ・ランニングシャツ・タンクトップ・アンダーシャツ

この他、Y首・U首・V首・ハイネック・ヘンリーネック・キーネック・ボートネックなどの種類がある。

## 各部位
身頃
体幹部を覆う部位を身頃（みごろ）という。前側を前身頃といい、背中側を後身頃という。ワイシャツ等では後身頃の上部（肩部）が別の布となっているが、これを肩ヨークという。肩ヨークから下に向かって折り目が付けられていることもあるが、これをタックという。
前立て
前側のうちボタンで合わせる部位を前立て（まえたて）又はプラケットという。前身頃とは区分される。前立ては、機能性よりもファッション性から幾つかの種類に分かれている。前立て部分の布が表側に折り返されたプラケットフロント（通常の形式・表前立）、表側に折り返されたフレンチフロント（裏前立）前立てが二重となってボタンを隠すフライフロント（比翼仕立て）などがある。
襟
首の周囲の部位を襟（えり）又はカラーという。中世に首輪状の布が付加されたことに由来する。襟には、通常の形式のレギュラーカラー、両襟の開きが狭いナロースプレッドカラー、両襟の開きが広いワイドスプレッドカラー、襟の先端を前身頃にボタンで留めるボタンダウンカラーなどがある。
袖
腕を覆う部位を袖（そで）という。さらに手首を覆う部位を袖口（そでぐち）またはカフス（英語ではカフ（cuff））という。ボタンまたはカフリンクスやスナップで留める。カフスもファッション性によりいくつかの種類に分けられる。

## 日本におけるシャツ文化
江戸時代最末期～明治時代初頭の頃に日本へもたらされた。当時の日本人の一般的な服装は着物であったが、文明開化の名の下に（特に東京近辺において）洋装の導入が進み、シャツの着用も行われるようになった。ただし、民衆の一般的な服装はやはり和装であり、シャツ等の洋装を行う者は「キザ」「西洋かぶれ」というネガティブなイメージで見られていたようである。（夏目漱石の『坊っちゃん』にも嫌味な登場人物として「赤シャツ」が描かれている）
その後、都市部では洋装が普及し、シャツの着用も一般的となっていったが、農村部においては太平洋戦争期頃まで和装が普通であり、あまり普及していなかった。戦後は日本文化のアメリカ化が進み、農村部へもシャツを始めとする洋装が広がっていった。
日本における礼儀正しいシャツ（ワイシャツ（ブリーフが1935年に発明されるまでヨーロッパの男性では唯一の下着）からTシャツまで含む）の着用方法は、裾（すそ）をズボンの中に入れることとされている。裾をズボンの外に出すことは、元来下着であったため、カジュアルの場であっても非常にみっともないことと長らく考えられてきた。
日本のファッションでシャツを外に出すようになったのは、上着としての機能を持っていたアロハシャツを別にすれば、1960年代のIVYファッションからで、VANの白いコットンパンツの上にマドラスチェックのシャツ裾を出して着るスタイルが、平凡パンチなどで紹介され非常に流行した。70年代に入るとヒッピーファッションの流行でワイシャツよりもさらに下着とされていたＴシャツが、ジャケット同様のあつかいを受けるようになり、Ｔシャツもまた裾を出して着るのが常識となっていった。
このシャツの裾を外に出す風潮が一端途切れるのは、1980年代前半頃からのDCブランドの流行でよりフォーマルな服装が流行した時期であり、シャツの裾を外に出すファッションが再流行するのはバブル崩壊を待たねばならなかった。
1980年代後期の頃から、カジュアルシーンにおいて、裾を外に出す着用形式が再び広まっていき、1990年代に入ると、カジュアルシャツ（ポロシャツやボタンダウンシャツ等）の裾を外出しすることは一般的となり、特にTシャツやポロシャツの裾をズボンの中に入れる形式は, 制服などで定められた場合を除きほぼ絶滅するまでに至った。しかし、2000年代以降には、股上の浅いパンツが増えたためか、またこれらを中に入れる形式もよく見られるようになった。2010年代以降には、若い女子中心にファッションが多様化したことにより、特に 10 代 20 代の女子の間で T シャツ等の一部又は全部を中に入れる形式が外出しに劣らず頻繁に見られるようになっている. もっとも, 例えば, とくに中高の女子でポロシャツで通学を行う人が多いがその場合制服や校則で定められるケースを除くと中に入れる形式はまず見られない他, 中高で(男女問わず)先生の指示のない場合に体操着のシャツを中に入れることは少ないなど, 定められた状況でなくとも時と場合に応じ「中入れ」「外出し」はうまく使い分けられていると考えられる。
シャツの種類の中でも開襟シャツは大正末期に日本において発明されたシャツとして特筆される。医学博士で金沢大学学長の戸田正三がオーストリアのチロリアンシャツを基に大正末期に戸田式開襟シャツとして発明したシャツである。それ以前のシャツとの相違点は、襟が上着のように開いていることと、裾を外に出して着る前提で裾がスクエアテールにデザインされていることである。戸田の普及活動や講演活動により1933年（昭和８年）ころにはノーネクタイでも正装とみなされる盛夏の服装として定着した。アロハシャツの開襟襟と、1941年に始まったアロハシャツをハワイの正装として認めようという運動は日本の開襟シャツに由来する。

## 参考資料
- 田中千代『田中千代　服飾辞典』 新増補第2刷、同文書院、1982年3月。